# SN 2005kl
SN 2005kl – supernowa typu Ic odkryta 22 listopada 2005 roku w galaktyce NGC 4369. W momencie odkrycia miała maksymalną jasność 14,60m.